# Margó Irodalmi Fesztivál
A Margó Irodalmi Fesztivál, teljes nevén Margó Irodalmi Fesztivál és Könyvvásár 2011 óta rendszeresen megtartott budapesti kulturális rendezvénysorozat, melynek az irodalom, elsősorban a kortárs magyar irodalom áll a középpontjában. Feladatának tartja az irodalom és az olvasás népszerűsítését, szerzők és új művek bemutatását, az irodalom közvetítésében friss, változatos módszerek kialakítását. A 3–4 napig tartó rendezvényeket kezdetben évente tartották, 2015 óta évente kétszer, tavasszal és ősszel rendezik meg.
Rendező szerve a budapesti székhelyű, 2009-ben bejegyzett Kultúrkombinát Kft., producere Csejdy András, a fesztiváligazgató Valuska László.

## Ismertetése és az első tíz év története
A fesztivál megálmodója és alapítója Csejdy András és a mai fesztiváligazgató, Valuska László volt. Kezdetben a rendezvény az Ünnepi könyvhét alternatív programsorozataként jelentkezett különböző fővárosi helyszíneken, ezért nevezték el Margónak: egy nagyobb rendezvény peremén, margóján indult. Később önállósult, és több állandó helyszíne is volt. Egy ideig az Elektrotechnikai Múzeum VII. kerületi épületében (más néven Tesla Klub) és udvarán tartották, 2014-től a Petőfi Irodalmi Múzeum adott helyet (2019-ig) a júniusi központi rendezvényeknek.
A fesztivál központi programjai több színpadon vagy teremben zajlanak: költők, írók bemutatkozásából, felolvasásokból, pódiumbeszélgetésekből, könyvbemutatókból állnak. Az irodalmi témákat könnyűzenei koncertek és más zenei programok, rövid színházi produkciók, filmvetítések színesítik. A közönség többsége fiatalokból áll. A szervezők igyekeznek változatosan „becsomagolni” az irodalmat, hogy a látogatók a komolyabb témák mellett is jól érezzék magukat. Egy ismertetés a rendezvényt „össznépi irodalmi-popkulturális zsongás”-ként jellemezte.
2015-ben a tavaszi rendezvény után ősszel is megszervezték a Margót, akkor még külön „kiadásként”. Ugyanakkor adták át először saját irodalmi díjukat, a legjobb első prózakötet szerzőjének járó Margó-díjat. Azóta az évi két alkalom hagyománnyá vált, és 2018-tól az őszi rendezvényeknek már új, nagyobb helyszín, a Várkert Bazár adott otthont, még a járványos 2020 őszén is.
Az évi két alkalom között sajátos „munkamegosztás” alakult ki. A júniusi fesztiválhangulatú rendezvény elsősorban a kortárs magyar irodalom ünnepi eseménye. Ősszel nagyobb hangsúlyt kap a könyvvásár, számos kiadó jelentkezik karácsony előtti újdonságokkal, együttműködésben a Magyar Könyvkiadók és Könyvterjesztők Egyesülésével. Külföldi szerzők meghívását is főként az őszi rendezvényre időzítik.
A Margó keretében több ismétlődő sorozatot vagy akciót is szerveztek. Ilyen volt az első években például az Éjszaka a múzeumban és a Rokonok című sorozat. 2018-ban első alkalommal rendezték meg az ún. Margó aukciót „Kortárs irodalmat a középiskolákba!” alcímmel, hagyományteremtés szándékával.
2020 tavaszán a pandémia miatt fesztiválozásra csak az online térben volt lehetőség. 2021-ben új helyszínre, a Városmajori Szabadtéri Színpadra hirdette meg június rendezvényét a 10 éves jubileumát is ünneplő Margó Fesztivál.
2022 őszén a fesztivál megkapta a Budapestért díjat „a kortárs irodalom népszerűsítése érdekében végzett fáradhatatlan munkájáért, közösségformáló, az irodalom közvetítésében új utakat kereső tevékenységéért”.